# Sciaphila janthina
Sciaphila janthina là một loài thực vật có hoa trong họ Triuridaceae. Loài này được (Champ.) Thwaites miêu tả khoa học đầu tiên năm 1861.